# スネル兄弟

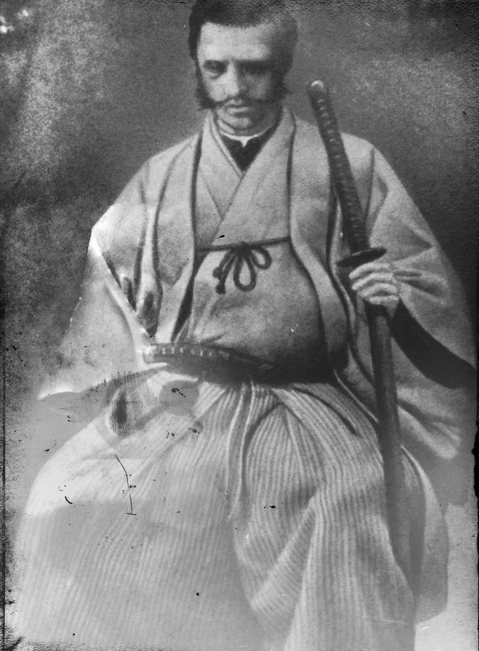
侍装束のジョン・ヘンリー・スネル

スネル兄弟 / シュネル兄弟（スネルきょうだい / シュネルきょうだい）は、江戸時代末期（幕末）の武器商人。プロシア生まれで、戊辰戦争の動乱に乗じて各藩に大量の武器を売りさばいた。
- 兄はジョン・ヘンリー・スネル（John Henry Schnell、日本名：平松 武兵衛〈ひらまつ ぶへえ〉、1843年? - 1871年?）。在日スイス領事館書記官[1]。本姓はガルトネル。
- 弟はエドワルド・スネル（Edward Schnell、1844年? - 没年不明）。在日プロシア領事館事務官、在日オランダ領事(自称)[1]。別名アカハネ・スネル[1]。
- 末弟のコンアートは在函館プロシア領事の傍ら横浜居留地44番地でパテケ・スネル商会を経営[1]。

長らくオランダ出身とされていたが、プロイセン出身であること、彼らの父の仕事の都合により、オランダの植民地であったインドネシアで育ったこと、そして、開港直後に横浜に来たことが判明した。保身のため、プロシア、オランダ、イギリス、フランス、イタリアなどの国籍を使い分けていた。

## 生涯

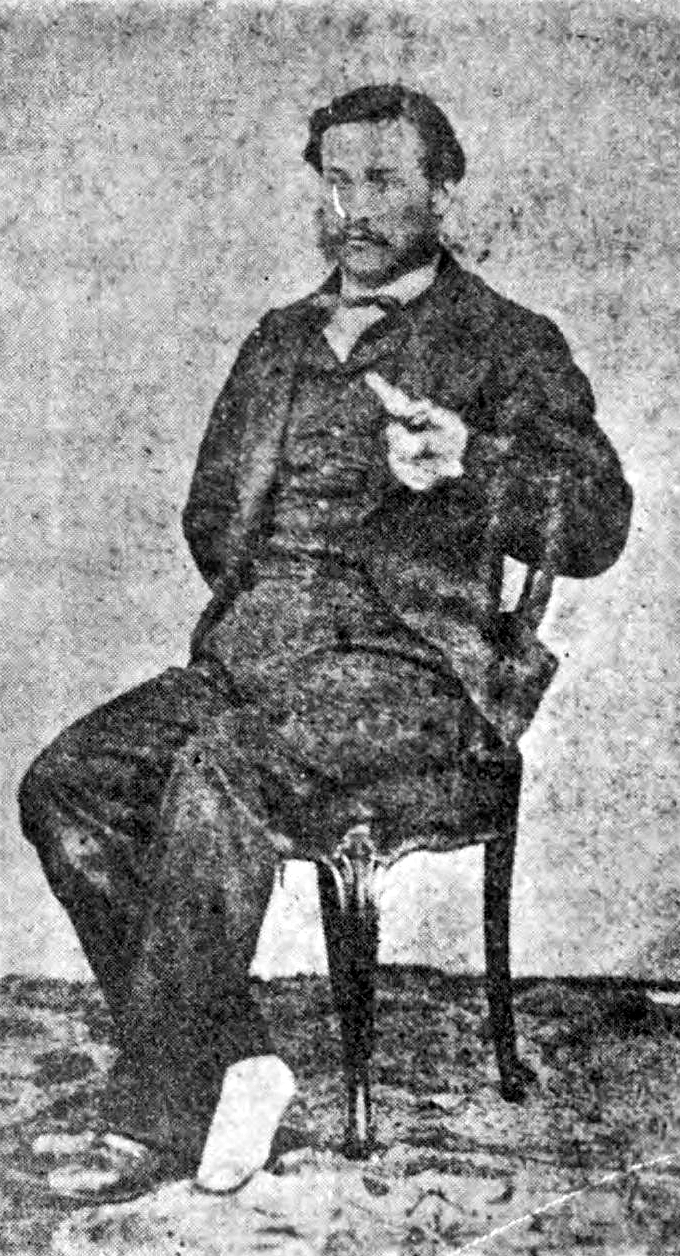
エドワルド・スネル（Edward Schnell）

### 来日後
詳細な出身地も没年も不明と、謎が多い。横浜開港の1859年には、兄弟はそれぞれ16歳と17歳だったが、すでに長岡藩の商人が「バケテスネル」という商会でランプを購入した記録が残っている。G・バテッケという人物とスネル兄弟が所属し、西洋雑貨を売っていたと考えられている。横浜の旧居留地ではオランダ人として登録されていたが、当時ここに居住していた人間は実際はそのほとんどがプロイセン人だったと推測されている。
さらに、兄弟は居留地のはずれに牧場を経営し、牛肉や牛乳を販売していた。ここで搾乳方法を学んだ上総国出身の「前田留吉」という男が武蔵国大田村で牧場を開き、牛乳を販売したのが日本初の牛乳屋とされている。しかし、1861年（文久元年）にはその牧場も人手に渡っていたようである。
同じころ、商人でスイス使節のルドルフ・リンダウは文久遣欧使節の通訳にスネル兄弟のいずれかを推薦している。彼によるとスネルは英・仏・日本語の心得があるということだったが、結局随行はかなわなかった。
その前年、1860年（万延元年）にプロイセン王国が日本と通商条約を結んでおり、1862年（文久2年）11月に初代領事としてマックス・フォン・ブラントが赴任することとなり、兄・ヘンリーはその下で書記官として雇われる。着任早々、ブラントとヘンリーの2人は馬で移動中片肌脱ぎの浪人に割り込まれ、襲撃されかけるという危機を味わったという。ヘンリーは誠実な職員で、1866年（慶応2年）に横浜で大火が起きた際は、自分の家が燃えているにもかかわらず領事館へと向かい公文書を避難させたという。
他方、弟・エドワルドは翌1863年（文久3年）には10代ながら居留地の代表者に選ばれていたが、この年来日したスイス使節団の書記官として雇われた。1864年（元治元年）、ルドルフ・リンダウがスイス領事に任命された際には、エドワルドは引き続き書記官を務めた。スイスの居留地に土地問題が発生した際に、エドワルドが使者として江戸に派遣されたこともあった。さらに横浜でフランソワ・ペルゴ（ジラール・ペルゴ創業者の義弟）と共にスイス時計の輸入商社シュネル&ペルゴを設立するが、武器販売を優先しようとしたことからペルゴと対立して商会は解散した。プロイセンとスイスとの間に土地の所有権が持ち上がった際には、兄弟がそれぞれの当事者の書記官として職務を行っていたということもあった。

### ヘンリー・スネル襲撃事件
1867年（慶応3年）7月15日、スネル兄弟が馬車で江戸に戻ってきたところ、突然、沼田藩士三橋昌が馬の前に飛び出してきた。ヘンリーは馬首を廻らせて男に触れずに通り過ぎようとしたが、馬車が斜め前に来たところで三橋は刀を抜き、ヘンリーの隣に座っていたエドワルドに一撃を浴びせようとした。ヘンリーは拳銃で反撃したが、誤って下駄商幸次郎の雇人淺次郎を傷つけてしまった。事件から2日後の17日、沼田藩は三橋昌を拘禁したことを書面をもって幕府に報告している（ヘンリー・スネル襲撃事件）。

### 新潟時代
大政奉還の際には、ヘンリーはエドワルドの大阪出張の先遣隊として派遣されるが、その船中で初めて長岡藩主牧野忠訓や河井継之助と知り合うこととなる。その直後の12月22日にヘンリーはプロイセン書記官を退職し、エドワルドも12月いっぱいでスイス書記官を退職した。弟・エドワルドはオランダ総領事ポルスブロックの斡旋で、新たに開港される新潟港にオランダ・スイス・デンマーク副領事代行の肩書で赴任することとなり、ヘンリーと会津出身のその妻とともに新潟へ移住する。新潟でエドワルドはエドワルド・スネル商会を設立する。会津藩家老・梶原平馬は越後長岡藩家老・河井継之助を仲介にエドワルドからライフル銃780挺と2万ドル相当の弾薬を、河井も数百挺の元込め銃とガトリング砲を2挺購入している。

### 戊辰戦争
兄・ヘンリーは梶原の案内で会津にやってくる。1868年（慶応4年）、北越戦争の際に米沢藩家老千坂高雅と面会し、軍事顧問となるように頼まれ、これを承諾。会津藩主・松平容保はヘンリーに平松武兵衛の名を与え、屋敷も提供した。また、羽織袴に容保から授けられた小脇差を差した出で立ちで前線を視察、自らの手で大砲を撃ち、その狙いは正確で弾はことごとく土塁の中に打ち込まれたという記述が残っている。
戊辰戦争が起こると上海や香港から武器弾薬を運び、奥羽越列藩同盟に送り込んだ。北越戦争で新潟港が陥落したとき、エドワルドはまさに武器弾薬の陸揚げ中だったが、薩長軍に捕縛されたものの、すぐに釈放された。
北越戦争の最中の慶応4年5月下旬から6月下旬までの期間、米沢藩軍事参謀甘糟継成の日記と米沢藩上杉家御年譜にスネル兄の動向が分かる記載がある。
- 慶応4年5月28日「(米沢藩軍務総督)千坂高雅が会津藩内でスネル兄と出会い、米沢藩の軍事顧問を要請。スネル兄喜び、意気投合。千坂とともに新潟に赴き、船買の世話、玉薬諸軍器の世話及び新潟開港取り決め等を致すべきと約定。」[19]

- 慶応4年6月10日「千坂高雅が新潟に赴きスネル兄と談判。　新潟には色部長門（新潟港を管理する総督）がいたが、スネルは千坂と諸事談判して約定したのだから、千坂以外とは話さないと憤っていると聞き、千坂が新潟まで赴いた。」[20]

- 慶応4年6月12日「千坂高雅がスネル兄を伴って新潟から同盟軍本陣へ戻る」[21]

- 慶応4年6月13日「スネル兄が同盟軍軍議（会津藩から佐川官兵衛・古屋佐久左衛門・木本晋吾、長岡藩から河井継之助・花輪求馬等が参加）に参加。」「千坂高雅がスネル兄を伴って、押切口及び福井口を見分。」[22]

- 慶応4年6月14日「千坂高雅とスネル兄が同盟軍の諸口を廻って督戦。スネル兄は自ら大砲３、４発を打つ。　その打ち方はなはだ巧みで、ことごとく敵塁に命中。」[23][24]

- 慶応4年6月15日「スネル兄が同盟軍軍議（会津藩から佐川官兵衛、長岡藩から河井継之助等が参加）に参加」[25]

- 慶応4年6月26日「スネル兄、米沢藩主上杉斉憲に召し出され面会」[26]

尚、甘糟継成はスネル兄の印象と以前に船に同乗したことがあるエピソードを日記（慶応4年6月12日付）に記している。
- 【印象】『年頃三十歳前後眉目青秀、日本製羽織股引を着て、会津藩候から賜りし小脇差を帯し来る。実に一個の美男子なり。　言語おおよそ和語を用い、大抵の事、訳を待たずして相弁ず。』[21]

- 【以前に船に同乗したことがあるエピソード】『昨年１２月順動丸（幕船）に乗り、上京した折、共に乗りくみたる異国人なり。　その節、一二語を交え、巻たばこなどを貰いたることあり。　よって、その時の事を談じ、「余（甘糟）を見知りたるや」と云うに、平松（スネル兄）暫く考え、「船中で機械の図を描いて昼夜機房の側に在りし人に非ずや」と云う、時に河井継之助・佐川官兵衛も一座に在り、河井も君候を奉じて同船せし人なり。・・（スネル兄と）互い手を握って相喜び、ここにおいて、平松（スネル兄）が持って来た葡萄酒及び洋製の菓子等を色々出して、相勧め、情交あたかも同胞に似たり。』」[27][28]

- 『戊辰戦争の新視点』は外国の秘密公文書、対日戦略を調査した。プロイセンのブラント公使が本国のビスマルク首相に報告した内容によれば、会津藩、庄内藩の武器・資金調達に際して、スネル兄弟は蝦夷の領地を99年間貸付る条件を進めたが、短期敗戦により契約は未遂に終わった。
- 会津藩は京都守護職で藩収入の半分を支出、戊辰戦戦争に突入して資金がなく、スネル兄弟から安い低性能の銃しか買えず、６か月後支払になった。新政府軍の新式武器攻撃に敗戦が続き、新式鉄砲・資金調達の必要性から、プロイセンが計画した蝦夷の領地貸付、会津藩内の鉱山リース契約を進めた。プロイセンは長岡藩・庄内藩・米沢藩と新式武器の取引をしたが、長岡藩・会津藩の敗戦によって、奥羽越列藩同盟軍は敗北した。プロイセンの蝦夷地植民地計画は、会津藩に最初から新式武器取引をしなかったこと、イギリスが支援した新政府軍の新潟港海上封鎖などは大きな誤算であった。

### 維新後
兄・ヘンリーは明治維新後、1869年（明治2年）にカリフォルニア州に、日本人妻のおようを含む会津若松の人々約40人と共に移住した。サンフランシスコの北東にあるゴールド・ヒルに「若松コロニー」という名の開拓地を建設した。しかし、日本から持ってきた茶や桑などが育たず、1年ほどで若松コロニーの経営は行き詰まった。1871年4月、ヘンリーは金策をしてくると言い、日本へと向かったとされるが、彼がこの地へ戻ってくることは無かった。日本で秘密裏に暗殺されたとも言われる。
弟は新潟から東京へ移り、そこで商会を開いた。1882年（明治15年）頃まで日本国内で活動していたが、それ以降の消息は不明である。